# Потапово (сільське поселення присілок Сени)
Потапово (рос. Потапово) — присілок в Дзержинському районі Калузької області Російської Федерації.
Населення становить 4 особи. Входить до складу муніципального утворення Присілок Сени.

## Історія
Від 2004 року входить до складу муніципального утворення Присілок Сени.

## Населення
| 2002 | 2010 |
| ---- | ---- |
| 3    | ↗4   |